# Lilly Scholz
Lilly Scholz, po mężu Gaillard (ur. 18 kwietnia 1903 w Wiedniu, zm. 14 grudnia 1994 tamże) – austriacka łyżwiarka figurowa, startująca w parach sportowych. Wicemistrzyni olimpijska z Sankt Moritz (1928), mistrzyni świata (1929), medalistka mistrzostw Europy oraz 6-krotna mistrzyni Austrii (1924, 1927–1929, 1931, 1932).

## Osiągnięcia

### Z Petterem
| Zawody              | 1931           | 1932           | 1933           |                |                |                |                |                |                |                |                |                |                |                |                |                |                |
| Międzynarodowe      | Międzynarodowe | Międzynarodowe | Międzynarodowe | Międzynarodowe | Międzynarodowe | Międzynarodowe | Międzynarodowe | Międzynarodowe | Międzynarodowe | Międzynarodowe | Międzynarodowe | Międzynarodowe | Międzynarodowe | Międzynarodowe | Międzynarodowe | Międzynarodowe | Międzynarodowe |
| ------------------- | -------------- | -------------- | -------------- | -------------- | -------------- | -------------- | -------------- | -------------- | -------------- | -------------- | -------------- | -------------- | -------------- | -------------- | -------------- | -------------- | -------------- |
| Mistrzostwa świata  | 4              |                |                |                |                |                |                |                |                |                |                |                |                |                |                |                |                |
| Mistrzostwa Europy  | 3              | 2              | 2              |                |                |                |                |                |                |                |                |                |                |                |                |                |                |
| Krajowe             |                |                |                |                |                |                |                |                |                |                |                |                |                |                |                |                |                |
| Mistrzostwa Austrii | 1              | 1              | 2              |                |                |                |                |                |                |                |                |                |                |                |                |                |                |

### Z Kaiserem
| Zawody               | 1924           | 1925           | 1926           | 1927           | 1928           | 1929           |                |                |                |                |                |                |                |                |                |                |                |
| Międzynarodowe       | Międzynarodowe | Międzynarodowe | Międzynarodowe | Międzynarodowe | Międzynarodowe | Międzynarodowe | Międzynarodowe | Międzynarodowe | Międzynarodowe | Międzynarodowe | Międzynarodowe | Międzynarodowe | Międzynarodowe | Międzynarodowe | Międzynarodowe | Międzynarodowe | Międzynarodowe |
| -------------------- | -------------- | -------------- | -------------- | -------------- | -------------- | -------------- | -------------- | -------------- | -------------- | -------------- | -------------- | -------------- | -------------- | -------------- | -------------- | -------------- | -------------- |
| Igrzyska olimpijskie |                |                |                |                | 2              |                |                |                |                |                |                |                |                |                |                |                |                |
| Mistrzostwa świata   |                | 3              | 2              | 2              | 2              | 1              |                |                |                |                |                |                |                |                |                |                |                |
| Krajowe              |                |                |                |                |                |                |                |                |                |                |                |                |                |                |                |                |                |
| Mistrzostwa Austrii  | 1              |                |                | 1              | 1              | 1              |                |                |                |                |                |                |                |                |                |                |                |